# Lac Southern Indian
Le lac Southern Indian (en anglais anglais : Southern Indian Lake) est un lac du nord du Manitoba au Canada situé sur le cours moyen de la rivière Churchill.
On retrouve près du lac la réserve crie de South Indian Lake (en) qui compte environ 800 habitants. Les Cris nomment le lac missi sakahigan, qui signifie « grand lac ».
Le lac est situé dans une région de la forêt boréale composée principalement de pin gris, d'épinette et de mélèze.
Le lac apparaît notamment sur la carte de 1814 de Peter Fidler (en).